# Euphyia carnica
Euphyia carnica là một loài bướm đêm trong họ Geometridae.